# Kopytná
Kopytná je potok v Moravskoslezském kraji, levostranný přítok řeky Olše, který odvodňuje menší oblast na severovýchodě Moravskoslezských Beskyd v okrese Frýdek-Místek. Délka toku činí přibližně 11,7 km. Plocha povodí měří 22,9 km².

## Průběh toku
Kopytná pramení v Moravskoslezských Beskydech v nadmořské výšce kolem 930 m na východních svazích vrchu Kalužný; celý její následující běh pak směřuje zhruba k severovýchodu až severu. V horní části toku Kopytná vytváří hluboce zaříznuté údolí mezi rozsochami horských vrcholů Ostrého na severu a Kozubové na jihu. Tok Kopytné v celém tomto úseku sleduje zeleně značená turistická trasa na Babí vrch. U východu z horského údolí Kopytná protéká obcí Košařiska a o něco níže u osady Do Řepy přijímá zřejmě nejvýznamnější ze svých drobných přítoků, potok Kopytnici. Protéká ještě částí obce Bystřice, zvanou Na Pasekách, a po necelých dvanácti kilometrech toku se v nadmořské výšce zhruba 324 m u Bystřice vlévá zleva do řeky Olše, která vody Kopytné unáší dál do Odry. 

### Větší přítoky
(levý/pravý)
- Příkrá (P)
- Suchý potok (L)
- Tominová (L)
- Hrádková (P)
- Kykula (L)
- Malá Kopytnice (L)
- Kopytnice (L)